# Episodi di Portlandia (ottava stagione)
L'ottava e ultima stagione della serie televisiva Portlandia, composta da dieci episodi, è stata trasmessa sul canale statunitense IFC dal 18 gennaio al 22 marzo 2018.
In Italia la serie è inedita.
| n° | Titolo originale   | Titolo italiano | Prima TV USA     | Prima TV Italia |
| -- | ------------------ | --------------- | ---------------- | --------------- |
| 1  | Riot Spray         |                 | 18 gennaio 2018  |                 |
| 2  | Shared Workspace   |                 | 25 gennaio 2018  |                 |
| 3  | No Thank You       |                 | 1º febbraio 2018 |                 |
| 4  | Abracadabra        |                 | 8 febbraio 2018  |                 |
| 5  | Open Relationship  |                 | 15 febbraio 2018 |                 |
| 6  | You Do You         |                 | 22 febbraio 2018 |                 |
| 7  | Most Pro City      |                 | 1º marzo 2018    |                 |
| 8  | Peter Follows P!nk |                 | 8 marzo 2018     |                 |
| 9  | Long Way Back      |                 | 15 marzo 2018    |                 |
| 10 | Rose Route         |                 | 22 marzo 2018    |                 |